# Nadolol
Nadolol – organiczny związek chemiczny, lek należący do grupy II leków przeciwarytmicznych blokujących receptory adrenergiczne β. Działa w sercu podobnie jak propranolol. Redukuje impulsy nerwowe w mięśniu sercowym oraz naczyniach krwionośnych, powodując tym samym zmniejszenie częstości skurczów. Zmniejsza pojemność minutową serca oraz wydłuża czas przewodzenia w układzie bodźcotwórczo-przewodzącym.

## Farmakokinetyka
Lek wchłania się w ok. 30% z przewodu pokarmowego (pokarm nie wpływa na jego wchłanianie) i osiąga maksymalne stężenie we krwi po 3–4 godzinach. Biologiczny okres półtrwania wynosi 20–24 godziny. Wydalanie nadololu następuje w niezmienionej postaci, głównie przez nerki.

## Wskazania
- nadciśnienie tętnicze
- zaburzenia rytmu serca
- stabilna choroba niedokrwienna serca
- zawał mięśnia sercowego
- zapobieganie napadom migreny
- jako lek wspomagający w nadczynności tarczycy

## Przeciwwskazania
- klinicznie jawne postacie ciężkiej niewydolności serca
- wstrząs kardiogenny
- zbyt wolna akcja serca
- blok serca
- niestabilna astma oskrzelowa
- przewlekła obturacyjna choroba płuc
- niewyrównana cukrzyca
- guz chromochłonny nadnercza

## Działania niepożądane
- objaw Raynauda
- hipotonia
- bradykardia
- blok przedsionkowo-komorowy
- chromanie przestankowe
- osłabienie
- zmęczenie
- bóle i zawroty głowy
- wolna akcja serca
- mdłości
- wymioty
- biegunka
- zaburzenia mowy
- zaburzenia widzenia
- zaburzenia snu
- halucynacje
- depresja
- suchość w jamie ustnej
- suchość spojówek
- wypadanie włosów

## Preparaty
Apo Nadolol 80 – tabletki 0,8 g

## Dawkowanie
Wielkość dawki jest ustalana przez lekarza, indywidualnie dla każdego pacjenta. Zwykle jest to u osób dorosłych 40–80 mg w dawce dobowej.